# Tippgeber
Als Tippgeber (auch Tippvermittler oder Kontaktgeber) wird bezeichnet, wer einem Anbieter einen abschlusswilligen Kunden namhaft macht. Häufig werden für diese Tätigkeit Tippgeber-Provisionen in Form von Sachprämien oder Barzahlungen ausbezahlt (bekannt vor allem bei Zeitschriftenabonnements). Viele Unternehmen der Versicherungs-, Telefon-, Strom- und Internetanbieterbranche haben häufig ein entsprechendes Tippgeber-Programm.

## Versicherungen

### Europäische Union
In der Richtlinie 2002/92/EG über Versicherungsvermittlung (IMD1) ist der Tippgeber vom Versicherungsvermittler nicht abgegrenzt, weil gar nicht vorgesehen. Der Begriff der Versicherungsvermittlung ist nach der RL 2002/92/EG weit auszulegen und umfasst somit grundsätzlich auch Tippgeber.
Der Tippgeber jedoch unterstehen nach überzeugender Rechtsansicht nicht der RL 2002/92/EG: „Die beiläufige Erteilung von Auskünften im Zusammenhang mit einer anderen beruflichen Tätigkeit, sofern diese Tätigkeit nicht zum Ziel hat, den Kunden beim Abschluss oder der Handhabung eines Versicherungsvertrags zu unterstützen, oder die berufsmäßige Verwaltung der Schadensfälle eines Versicherungsunternehmens oder die Schadensregulierung und Sachverständigenarbeit im Zusammenhang mit Schadensfällen gelten ebenfalls nicht als Versicherungsvermittlung“. Die RL 2002/92/EG wurde durch die RL 2014/65/EU überarbeitet aber bezüglich der Definition des Tippgebers als eine Person, welche nur Daten und Informationen über potenzielle Versicherungsnehmer weitergibt, noch keine Änderung durchgeführt. Es ist aber in der neuen RL über die Versicherungsvermittlung in Art 2 Nr. 3 lit. b eine Klarstellung geplant.

### Deutschland
Rechtliche Besonderheiten weist diese Art der Kundengewinnung in Deutschland im Bereich der Versicherungsvermittlung auf. Hier liegt der Vorteil einer Tippgeber-Tätigkeit darin, dass auf diese Weise Personen im Bereich erlaubnispflichtiger Berufe tätig werden können, ohne selbst den teuren und zeitaufwändigen Zulassungsprozess über sich ergehen zu lassen. Allerdings dürfen Tippgeber auch keinerlei Beratung durchführen oder anderweitig am eigentlichen Abschlussvorgang beteiligt sein.
Der Tippgeber übt also lediglich eine Vermittlung an zugelassene Vermittler aus, in dem er Abschlussmöglichkeiten für einen oder mehrere Verträge namhaft (Namhaftmacher) oder die Anbahnung möglich macht (Kontaktgeber). Dabei kommt es auf objektive Erscheinungsbild der Tätigkeit an, um diejenige des Tippgebers von der des Versicherungsvermittlers abgrenzen zu können.
Für Versicherungsvermittler ist dies darüber hinaus die einzige Möglichkeit, trotz des Provisionsabgabeverbots Teile ihrer Abschlussprovision weiterzureichen. Allerdings steht hier eine ausgiebige Nutzung der Regelung im Widerspruch zur Wettbewerbsrichtlinie der deutschen Versicherungswirtschaft, die öffentliche Provisionszusagen an Anschriftenvermittler untersagt. Dennoch gibt es einige Versicherungsvermittler und auch Versicherungsgesellschaften, die ihre Tippgeber-Programme öffentlich bewerben. Da o. g. Wettbewerbsrichtlinie keine Gesetzeskraft hat, sondern im Wesentlichen nur eine freiwillige Selbstverpflichtung der Versicherungsgesellschaften ist, gehen die Aufsichtsbehörden IHK und BaFin nicht gegen Verstöße vor.

### Österreich
In Österreich sind Tippgeber nach § 376 Ziff. 18 Abs. 8 GewO 1994 mit einem freien Gewerbe tätig. Versicherungsvermittler hingegen nach § 94 Ziff. 76 iVm § 137 ff GewO 1994 unterliegen einem reglementierten Gewerbe.
Das freie Gewerbe des Tippgebers ist insbesondere nicht „auf einen bestimmten Versicherungsbedarf gerichtete über die allgemeinen Daten des Kunden hinausgehende Informationsaufnahme beim Kunden und insbesondere“ nicht „die Einholung der Unterschrift des Kunden auf einem Versicherungsantrag“. Der Tippgeber beschränkt sich daher nach § 376 Ziff. 18 Abs. 8 GewO 1994 auf die „Benennung oder Namhaftmachung von Versicherungskunden, Versicherungsvermittlern oder Versicherungsunternehmen“.